# Бар де Севан
Бар де Севан (фр. Barre-des-Cévennes) насеље је и општина у јужној Француској у региону Лангдок-Русијон, у департману Лозер која припада префектури Флорак.
По подацима из 2011. године у општини је живело 205 становника, а густина насељености је износила 5,98 становника/km². Општина се простире на површини од 34,29 km². Налази се на средњој надморској висини од 930 метара (максималној 1 064 m, а минималној 500 m).

## Демографија
| 1962. | 1968. | 1975. | 1982. | 1990. | 1999. | 2011. |
| ----- | ----- | ----- | ----- | ----- | ----- | ----- |
| 207   | 201   | 152   | 214   | 187   | 180   | 205   |

График промене броја становника у току последњих година